# Parafia św. Jana Chrzciciela w Bielsku-Białej

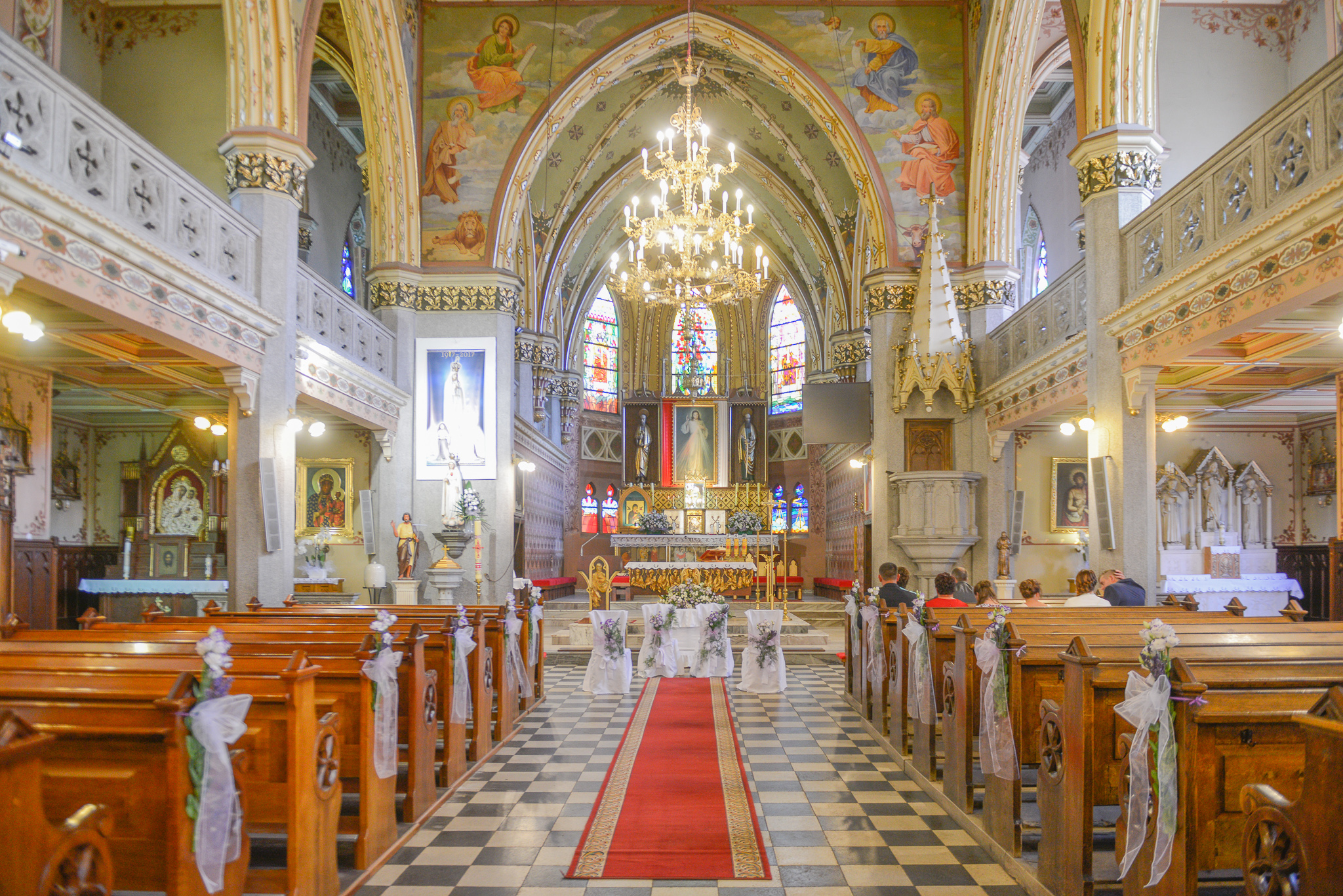
Wnętrze kościoła w Komorowicach

Parafia pw. Świętego Jana Chrzciciela w Bielsku-Białej – parafia rzymskokatolicka znajdująca się w Bielsku-Białej. Należy do Dekanatu Bielsko-Biała I – Centrum diecezji bielsko-żywieckiej. Jest prowadzona przez księży diecezjalnych.

## Historia
Miejscowość Komorowice, leżąca po obu stronach rzeki Białej została założona u schyłku XIII wieku a po raz pierwszy wzmiankowana została w łacińskim dokumencie Liber fundationis episcopatus Vratislaviensis (pol. Księga uposażeń biskupstwa wrocławskiego), spisanej za czasów biskupa Henryka z Wierzbna ok. 1305 w szeregu wsi zobowiązanych do płacenia dziesięciny biskupstwu we Wrocławiu, w postaci item in Bertoltowitz.
Po raz kolejny wzmiankowana została w spisie świętopietrza parafii dekanatu Oświęcim diecezji krakowskiej z 1326 pod nazwą villa Bertholdi. Następnie w kolejnych spisach świętopietrza z lat 1346 – 1358 pod nazwą Villa Bertoldi lub Villa Bertholdi.
W 1457 na rzece Białej ustanowiono granicę między Polską a Czechami. Komorowice uległy wówczas podziałowi. Z czasem lewobrzeżna (czeska) część wsi została nazwana Komorowicami Niemieckimi (zdecydowaną większość jej mieszkańców stanowili wówczas Niemcy), a prawobrzeżna (polska) Komorowicami Polskimi.
W 1471 Komorowice Polskie stały się, z nadania Kazimierza Jagiellończyka, własnością magnackiej rodziny Komorowskich z Żywca, którzy ufundowali we wsi zbór kalwiński (zlikwidowany w 1658). W 1493 r. erygowano parafię w Komorowicach Polskich, w której skład, poza jej siedzibą, weszła także wieś Hałcnów, część Bestwiny, a także leżące po drugiej stronie granicy państwowej: Komorowice Niemieckie i częściowo Czechowice. W centrum wsi wybudowano w stylu śląsko-małopolskim drewniany kościół pw. św. Jana Chrzciciela.
W 1921 przystąpiono do budowy nowego kościoła parafialnego. Świątynia stanęła w sąsiedztwie starego, XVI-wiecznego kościoła. Budowa trwała dziesięć lat, natomiast zabytek przeniesiono w 1949 do Woli Justowskiej, dzielnicy Krakowa, gdzie został postawiony na terenie przeznaczonym przez władze wojewódzkie na, nigdy nie utworzone, Muzeum Budownictwa Drewnianego „Skansen” jako eksponat, ale równocześnie kościół parafialny miejscowej parafii. Cenny obiekt – spłonął w 2002.